# الحفرة والبندول
«الحفرة والبندول» (بالإنجليزية: The Pit and the Pendulum)‏ هي قصة قصيرة من تأليف إدغار ألان بو ونشرت لأول مرة في عام 1842 في الأدبية السنوية «الهدية: هدية عيد الميلاد والسنة الجديدة لعام 1843». تدور القصة حول العذاب التي يتعرض له سجين في محاكم التفتيش الإسبانية، رغم أن بو شوّه عدة حقائق تاريخية. يصف راوي القصة تجربته عند التعرض للتعذيب. تشتهر القصة بشكل خاص بوضعها الرعب داخل القارئ بسبب تركيزها الشديد على الحواس، مثل الصوت، والتأكيد على الواقع، على عكس العديد من قصص بو تستعين بالخوارق. تم اتباع العناصر التقليدية في حكايات الرعب الشعبية وقتها، ولكن النقاد استقبلوا الحكاية بتقييمات مختلطة. وقد تم اقتباس الحكاية إلى السينما عدة مرات.

## ملخّص الحبكة
يَمثُل الراوي مجهول الاسم في المحكمة أمام قضاة محاكم التفتيش الإسبانية، ولا يقدّم بو أي تفسير لسبب محاكمته أو التهم الموجهة ضده، وتوجد في المشهد سبع شموع بيضاء طويلة على الطاولة، وبينما تحترق تتضاءل آمال الراوي في البقاء، ويُحكم عليه بالإعدام، فيُغمى عليه ويصحو لاحقًا ليجد نفسه في غرفة مظلمة تمامًا، فيعتقد في البداية أنه محبوس في قبر، ليكتشف تباعًا أنها زنزانة، فيقرر استكشافها بوضع قصاصة من ثوبه على الحائط ليتمكن من عدّ الخطوات حول الغرفة، ولكن يُغمى عليه قبل أن يتمكن من إكمال محيط بأكمله.
وعندما يستيقظ السجين من جديد، يجد طعامًا وماءً بالقرب منه، ويحاول قياس محيط الزنزانة مجددًا، ليجده مساويًا مئة خطوة، وأثناء تنقّله في الغرفة، يتعثّر بحافة ثوبه ويسقط، وتهبط ذقنه على حافة حفرة عميقة، فيدرك أنه لو لم يتعثر لكان سقط فيها.
وبعد فقدانه وعيه مرة أخرى، يجد الراوي السجن مضاءً قليلًا، وأنه مقيّد بإطار خشبي على ظهره، مواجهًا السقف، وفوقه صورة للأب الزمن، يتعلق بها بندول حاد كالشفرة يقطع قدمًا واحدة من أحد القرنين إلى الثاني، ويتأرجح جيئة وذهابًا وينحدر ببطء، فهو مصمم ليقتل الراوي في نهاية المطاف، ولكن الراوي يتمكن من جذب الجرذان إلى جسمه بتلطيخ قيوده باللحم الذي تُرك له ليأكله، فتقرض الجرذان الحزم، لينزلق الراوي حرًا قبل أن يبدأ البندول بقص صدره.
يُسحب البندول إلى السقف، وتصبح الجدران لاهبة الحرارة وتبدأ بالتحرك نحو الداخل، جابرةً الراوي على التحرك ببطء نحو مركز الغرفة والحفرة، وبينما يفقد موطئ قدمه الأخير ويبدأ بالسقوط فيها، يسمع دويًا من الأصوات والأبواق، وتتراجع الجدران، وتسحبه ذراعٌ ما إلى الأمان، إذ يكون الجيش الفرنسي حينها قد استولى على مدينة توليدو وسقطت محاكم التفتيش في أيدي أعدائها.

## الافتقار للصحة التاريخية
لا يقوم بو بأي محاولة لوصف عمليات محاكم التفتيش الإسابنية بدقة، ويستخدم ترخيصًا فنيًا معتبرًا ليغيّر أحداث التاريخ الطويل الذي ترتكز عليه هذه القصة، إذ يقود المنقذين قي القصة الجنرال لازال التابع لنابليون (والذي لم يكن في الحقيقة مسؤولًا عن الاحتلال الفرنسي لتوليدو)، ويضع هذا التفصيل الحدث خلال فترة حرب الاستقلال الإسبانية (1808-1814)، بعد قرون من ذروة محاكم التفتيش الإسبانية، ولا تمتلك وسائل التعذيب الموضحة في القصة أي نظير تاريخي في نشاط محاكم التفتيش تلك في أي قرن، ناهيك عن القرن التاسع عشر الذي لم يُدن خلاله سوى أربعة أشخاص في ظل حكم تشارلز الثالث وتشارلز الرابع، ولكن محاكم التفتيش قد أُلغيت بالفعل في فترة التدخل الفرنسي (1808-1813).
يرد المصدر الأصلي لطريقة التعذيب بالبندول في فقرة واحدة من مقدمة كتاب تاريخ محاكم التفتيش الإسبانية عام 1826 للقس، والمؤرخ والناشط خوان أنتوان لورينتي، وهو يروي إفادة غير مباشرة لسجين واحد أُفرج من زنزانة مدريد التابعة لتلك المحاكم عام 1820، زُعم أنه وصف طريقة التعذيب بالبندول، ولكن معظم المصادر الحديثة ترفض ذلك وتعتبره محض خيال، فتشير إحدى النظريات إلى أن لورينتي أساء فهم الإفادة التي سمعها، إذ كان السجين يصف في الواقع طريقة تعذيب شائعة أخرى في محاكم التفتيش، ألا وهي الستارابدو، والتي تُقيّد فيها يدا السجين خلف ظهره ويُرفع عن الأرض بحبل مربوط بهما، وكانت هذه الطريقة تُعرف أيضًا بالبندول.

## روابط خارجية
- الحفرة والبندول على موقع الموسوعة البريطانية (الإنجليزية)